# José Norton de Matos
Pour les articles homonymes, voir De Matos.
José Maria Mendes Ribeiro Norton de Matos (23 Mars 1867 – 3 Janvier 1955) est un général et homme politique portugais qui a contribué à la colonisation de l'Angola par le Portugal.
Il a également fondé la Nova Lisboa, ou Nouvelle-Lisbonne, en Angola en 1912, qui deviendra Huambo à l'indépendance de l'Angola en 1975.

## Biographie
Après des études de mathématique à l'Université de Coimbra, Norton de Matos devient officier d'état-major, ingénieur, professeur de géodésie et de topographie à l'Institut Supérieur Technique de Lisbonne. Il passe dix années dans les colonies portugaises de l'Inde et d'Extrême-Orient. De 1912 à 1914 il est gouverneur général de l'Angola. Il rentre au Portugal après le déclenchement de la première guerre mondiale et il y devient ministre de la guerre.
Après la guerre il participe au projet du Portugal d'incorporer l'Angola au territoire national comme province d'outre-mer. En 1920 il est nommé haut-commissaire de la province Angola. Il organise alors l'administration civile de la province et accélère l'arrivée des Portugais.